# Louise Bourgoin
Ariane Louise Bourgoin (Rennes, 28 novembre 1981) è un'attrice, modella e conduttrice televisiva francese.

## Biografia
È nata in Bretagna da padre insegnante e madre psichiatra. Ha studiato all'École des Beaux-Arts di Rennes ed è diventata insegnante di arti visive, svolgendo occasionalmente anche un'attività da modella; uno dei principali fotografi con i quali ha lavorato è Ian Sanderson.
Nel 2004 ha debuttato nel mondo della televisione, presentando il programma Kawaï! sul canale Filles TV. Due anni dopo è apparsa dapprima sul canale Direct 8 e successivamente ha presentato le previsioni del tempo per Le Grand Journal, programma condotto da Michel Denisot su Canal+. Da qui in avanti, per non essere confusa con la collega Ariane Massenet, ha scelto di usare il suo secondo nome Louise come nome abituale, in omaggio ai lavori dell'artista Louise Bourgeois.
Nel 2007 ha ottenuto per la prima volta un ruolo importante nel film La fille de Monaco. Dopo aver interpretato altre pellicole nel successivo biennio, nel 2010 il regista Luc Besson le ha affidato il ruolo di protagonista in Adèle e l'enigma del faraone.

## Vita privata
Dal 2007 al 2010 ha avuto una relazione con il cantautore e attore Julien Doré. Ha poi intrapreso una relazione con il musicista Tanguy Destable, meglio noto come Tepr: la coppia ha due figli, nati rispettivamente nel 2016 e nel 2020.

## Filmografia

### Cinema
- Les femmes... ou les enfants d'abord..., regia di Manuel Poirier (2002)
- La fille de Monaco, regia di Anne Fontaine (2008)
- Il piccolo Nicolas e i suoi genitori (Le Petit Nicolas), regia di Laurent Tirard (2009)
- Blanc comme neige, regia di Christophe Blanc (2010)
- Adèle e l'enigma del faraone (Les Aventures extraordinaires d'Adèle Blanc-Sec), regia di Luc Besson (2010)
- Sweet Valentine, regia di Emma Luchini (2010)
- L'Autre Monde, regia di Gilles Marchand (2010)
- Travolti dalla cicogna (Un heureux événement), regia di Rémi Bezançon (2011)
- L'amore dura tre anni (L'amour dure trois ans), regia di Frédéric Beigbeder (2012)
- La religiosa (La Religieuse), regia di Guillaume Nicloux (2013)
- Tirez la langue, mademoiselle, regia di Axelle Ropert (2013)
- Colpo d'amore (The Love Punch), regia di Joel Hopkins (2013)
- Un beau dimanche, regia di Nicole Garcia (2014)
- Les Chevaliers blancs, regia di Joachim Lafosse (2015)
- Je suis un soldat, regia di Laurent Larivière (2015)
- Mojave, regia di William Monahan (2015)
- Separati ma non troppo (Sous le même toit), regia di Dominique Farrugia (2017)
- L'Un dans l'autre, regia di Bruno Chiche (2017)
- Famiglia allargata (Les Dents, pipi et au lit), regia di Emmanuel Gillibert (2018)
- L'Enfant rêvé, regia di Raphaël Jacoulot (2020)
- Guida pratica per insegnanti (Un métier sérieux), regia di Thomas Lilti (2023)

### Televisione
- La Fin de la nuit, regia di Lucas Belvaux – film TV (2015)
- The Romanoffs, regia di Matthew Weiner – serie TV, episodio 1x01 (2018)
- Ippocrate - Specializzandi in corsia (Hippocrate) – serie TV (2018-in corso)

### Doppiatrice
- Mostri contro alieni (Monsters vs. Aliens), regia di Rob Letterman e Conrad Vernon (2009)
- La Nuit américaine d'Angélique, regia di Pierre-Emmanuel Lyet e Joris Clerté – cortometraggio (2013)

## Programmi TV
- Le Grand Journal (2008-2009)

## Riconoscimenti
- 2009 – Étoiles d'or du cinéma français
  - Candidatura alla miglior attrice esordiente per La fille de Monaco
- 2009 – Premio César[5]
  - Candidatura alla migliore promessa femminile per La fille de Monaco
- 2015 – Raimu de la comédie
  - Miglior attrice per La fille de Monaco
- 2015 – Festival de Cosne-sur-Loire
  - Miglior attrice per Je suis un soldat
- 2015 – Cairo International Film Festival
  - Miglior attrice per Je suis un soldat
- 2016 – Festival du film de Cabourg[6]
  - Cigno d'oro alla miglior attrice per Je suis un soldat
- 2019 – Club Audiovisuel de Paris
  - Candidatura alla miglior attrice per Hippocrate
- 2019 – Association des Critiques de Séries
  - Candidatura alla miglior attrice per Hippocrate
- 2020 – Globe de cristal
  - Candidatura alla miglior attrice per Hippocrate

## Doppiatrici italiane
Nelle versioni in italiano delle opere in cui ha recitato, Louise Bourgoin è stata doppiata da:
- Eleonora Reti in Separati ma non troppo, Guida pratica per insegnanti
- Letizia Scifoni in Adèle e l'enigma del faraone
- Barbara De Bortoli in Travolti dalla cicogna
- Myriam Catania in L'amore dura tre anni
- Elisabetta Spinelli in La religiosa
- Francesca Manicone in Colpo d'amore
- Chiara Gioncardi in Famiglia allargata
- Domitilla D'Amico in The Romanoffs